# Berthe Savigny
Berthe Savigny est une sculptrice et artiste peintre française née à Quimper le 30 juillet 1882 et morte le 14 novembre 1958 à Pont-Aven, ses œuvres majoritairement composées de bébés et de statues en céramiques ont marqué la ville de Quimper.

## Biographie
Née à Quimper, elle est la fille d'Azéma Savigny, peintre et amateur d'art aux amitiés illustres (Gauguin, Apollinaire, Max Jacob). Elle est la sœur du peintre Pierre de Belay. 
Berthe Savigny s'est spécialisée dans la création de bébés et de statuettes en faïence. Son frère Paul se marie avec Yvonne Delavallée, fille d'Henri Delavallée qui est également artiste réputé à l'école de Pont-Aven,.
La pratique de l’art permettra à Berthe Savigny, atteinte d’une surdité partielle à la suite d'un accident, de sortir d’un isolement social. Ses œuvres représentent majoritairement des enfants.
Ses bébés rencontrent un vif succès à partir de 1926, ce qui lui vaut d’entrer en contact avec la faïencerie de la grande maison HB à Quimper. Depuis 1939, la grande Maison HB édite en série 18 modèles. À partir de 1937, elle signe un contrat pour l’édition de deux bébés avec une faïencerie de Malicorne dans la Sarthe. La fonderie Susse Frères de Paris diffuse quelques-unes de ses œuvres en terre cuite. Au final, l’artiste a créé 70 modèles de bébés.
Elle aura travaillé avec le poète et artiste peintre Émile Bernard. La correspondance entre les deux artistes peut laisser entrevoir une aventure amoureuse. Les deux artistes se sont échangés leur propre tête en céramique, une représentant Berthe Savigny signée par Émile Bernard et une autre en terre cuite représentant Émile Bernard signé par Berthe Savigny. Ils resteront très proches jusqu'en 1941, année du décès d'Émile Bernard.
Berthe Savigny a créé quelques peintures. Elles rencontrent cependant un moindre succès, et sont moins connues. Elle meurt le 14 novembre 1958. Une rue de Quimper porte son nom en sa mémoire.

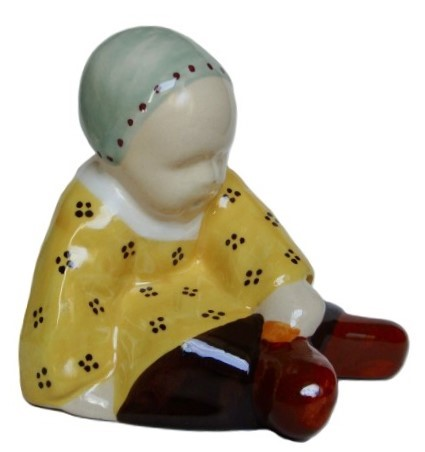
Œuvre Berthe Savigny, bébé et son biscuit